# 신동아건설
신동아건설(Shindonga Construction Co., Ltd.)은 대한민국의 건설회사이다. 본사는 서울특별시 용산구 이촌로 352에 있으며 공동 대표이사는 김용선, 우수영이다. 과거 신동아그룹 계열사이다.

## 역사
- 1977년 - 회사설립
- 1989년 - 계열분리
- 2001년 - 일해토건 인수

## 같이 보기
- 신동아그룹
- 파밀리에